# بلوروتوميلا ايفادني (الحلزون البحري)
بلوروتوميلا ايفادني (بالإنجليزية: Pleurotomella evadne)‏، وهو هو نوع من الحلزون البحري، وهو من الرخويات البحرية.

## الصفات
يبلغ طول الصدفة 4مم، وقطرها 1.55مم. الصدفة بيضاء اللون، قوية نوعًا ما، صغيرة، قصيرة الطول ومستديرة. تحتوي على ست لفات. وهي منتفخة وتظهر ضلعًا مائلًا وعريضًا مع حوالي 18 ضلعًا على لفافة الجسم. لا يوجد سوى عدد قليل من الليرات الحلزونية. هذه غير متطورة. الفراغات المربعة منخفضة. الشفة الخارجية رقيقة وبسيطة. الفتحة مستطيلة وبيضاء من الداخل. القناة السيفونية قصيرة.

## التواجد
يتواجد هذا النوع في الخليج العربي وخليج عمان.